# European Network of Democratic Young Left
European Network of Democratic Young Left (ENDYL) er en paraplyorganisation for venstreorienterede, partipolitiske ungdomsorganisationer I Europa. ENDYL blev stiftet 8. maj 1994 i København. Efter et par års inaktivitet blev organisationen genopstartet på en generalforsamling d. 12. december 2010. 

## Medlemmer
Følgende organisationer er medlemmer af ENDYL:
- : Socialistisk UngdomsFront (SUF), 2011-nu
- : Estonian Left Party Youth (Eesti Vasakpartei)
- : Vasemmistonuoret (VANU)
- :  Mouvement des Jeunes Communistes de France (MJCF)
- :  Neolaia Synaspismos(Νεολαία Συνασπισμού)
- : Young Communists
- : Ógra Shinn Féin (Sinn Fein Youth)
- : Young Green Left
- Katalonien: Alternativa Jove
- : Young Socialists of Macedonia (SPM)
- : Kommunistitjeskij Sojuz Molodesji Moldovy, (Коммунистический Союз Молодежи Молдовы) (Komsomol)
- : Sosialistisk Ungdom (SU)
- : Młodzi Socjaliści
- : Bloco de Esquerda
- : Izquierda Unida (IU)
- : Özgürlük ve Dayanışma Partisi
- : linksjugend 'solid'
- : JungdemokratInnen/Junge Linke, (JD/JL)

## Tidligere medlemmer
- : Socialistisk Folkepartis Ungdom, (SFU)
- Katalonien: Joves d’Esquerra Verda - Joves amb Iniciativa, (JEV-JIC)
- : SDJO
- — MSM